# Warren-Gericht

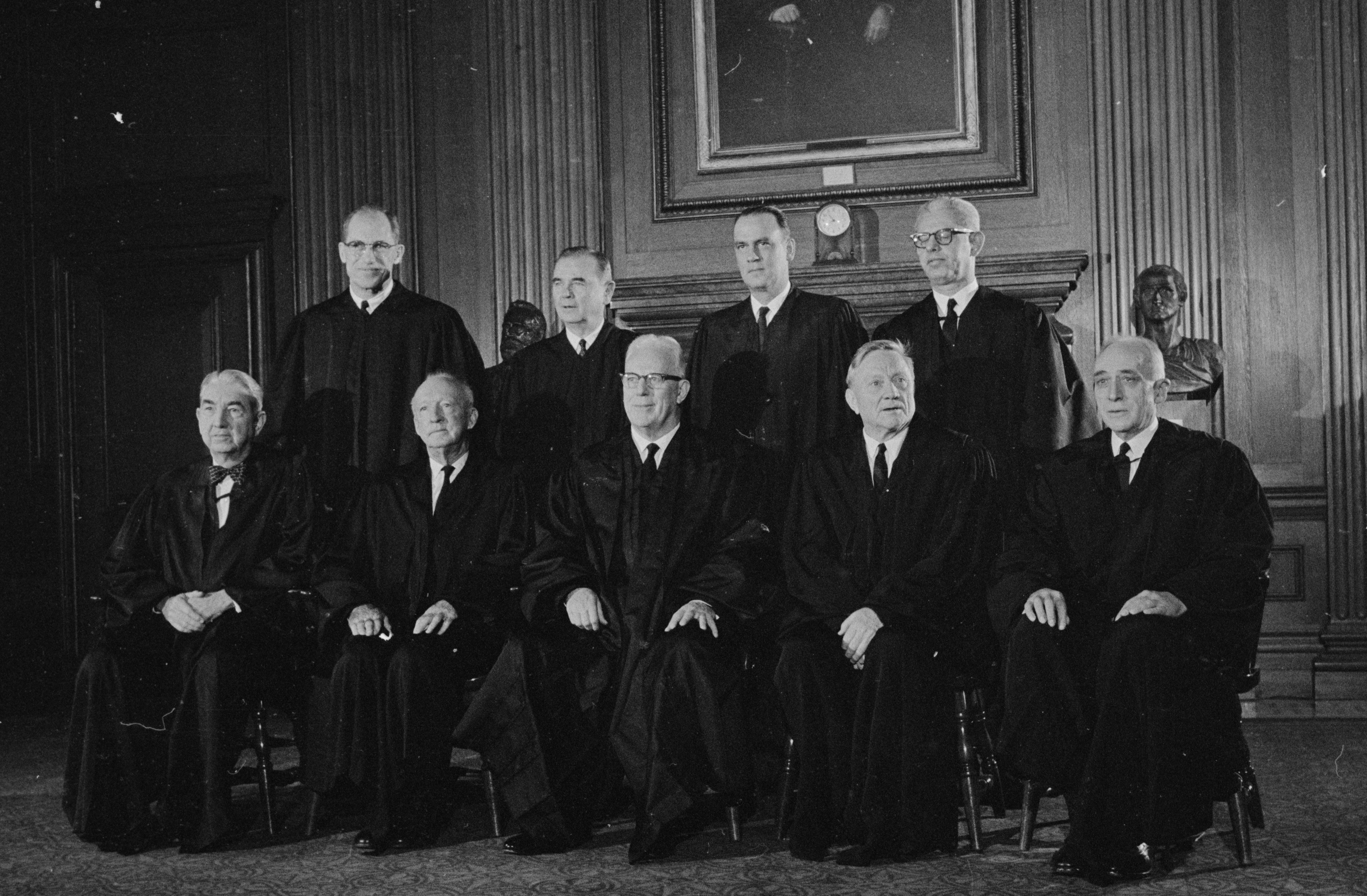
Das Warren-Gericht (1962–65): vordere Reihe (links nach rechts): Tom C. Clark, Hugo Black, Oberster Richter Earl Warren, William O. Douglas, und John Marshall Harlan II. Hintere Reihe (links nach rechts): Byron White, William J. Brennan, Potter Stewart, und Arthur Goldberg.

Als das Warren-Gericht des Obersten Gerichtshofs der Vereinigten Staaten wird die Zeit von 1953 bis 1969 bezeichnet, in der Earl Warren als Oberster Richter fungierte. Warren, zuvor Gouverneur von Kalifornien, trat 1953 die Nachfolge von Fred M. Vinson als Oberster Richter nach dessen Tod an und hatte diese Position bis zu seiner Pensionierung im Jahre 1969 inne. Warren E. Burger wurde als sein Nachfolger nominiert und bestätigt. Das Warren-Gericht wird oft als das liberalste Gericht der Geschichte der Vereinigten Staaten angesehen.
Das Warren-Gericht erweiterte die Bürgerrechte, die Freiheitsrechte, die juristische Gewalt und die Bundesgewalt auf dramatische Weise. Es wurde allgemein anerkannt, dass das Gericht, angeführt vom liberalen Block, eine große „konstitutionelle Revolution“ in der Geschichte der Vereinigten Staaten geschaffen hat.
Das Warren-Gericht brachte den Vereinigten Staaten durch eine Reihe von Urteilen Wahlgleichheit und schuf die Miranda-Warnung. Darüber hinaus wurde das Gericht sowohl dafür gelobt als auch dafür kritisiert, dass es die de jure Rassentrennung in den Vereinigten Staaten aufgehoben, die Macht der Bill of Rights ausgeweitet und das offiziell sanktionierte freiwillige öffentliche Schulgebet beendet hat. Die Zeit gilt als der Höhepunkt der gerichtlichen Macht, die seitdem zurückgegangen ist, aber mit erheblichen anhaltenden Auswirkungen.

## Mitglieder
Das Warren-Gericht begann am 5. Oktober 1953, als Präsident Dwight D. Eisenhower Earl Warren, den amtierenden Gouverneur von Kalifornien, ernannte, um Fred M. Vinson nach dessen Tod als Oberster Richter der Vereinigten Staaten zu ersetzen. Das Gericht begann mit Warren und den letzten acht Mitgliedern des Vinson-Gerichts: Hugo Black, Stanley Forman Reed, Felix Frankfurter, William O. Douglas, Robert H. Jackson, Harold Hitz Burton, Tom C. Clark und Sherman Minton.
Jackson starb 1954 und Minton ging 1956 in den Ruhestand, und sie wurden durch John Marshall Harlan II und William Brennan ersetzt. Eine weitere Vakanz fand statt, als Reed 1957 in den Ruhestand ging und durch Charles Evans Whittaker ersetzt wurde, und dann ging Burton 1958 in den Ruhestand, wobei Eisenhower Potter Stewart an seiner Stelle ernannte. Als Frankfurter und Whittaker 1962 in den Ruhestand gingen, erhielt der damalige Präsident John F. Kennedy die Befugnis, zwei neue Richter zu ernennen: Byron White und Arthur Goldberg. Präsident Lyndon B. Johnson ermutigte Goldberg jedoch, 1965 zurückzutreten, um Botschafter bei den Vereinten Nationen zu werden, und ernannte Abe Fortas, um seinen Platz einzunehmen. Clark trat 1967 in den Ruhestand, und Johnson berief den ersten afroamerikanischen Richter, Thurgood Marshall, zum Gericht. Das Warren-Gericht endete am 23. Juni 1969, als Earl Warren in den Ruhestand ging und durch Warren E. Burger ersetzt wurde.

### Zeitstrahl
Legende: 

## Gruppenportraits

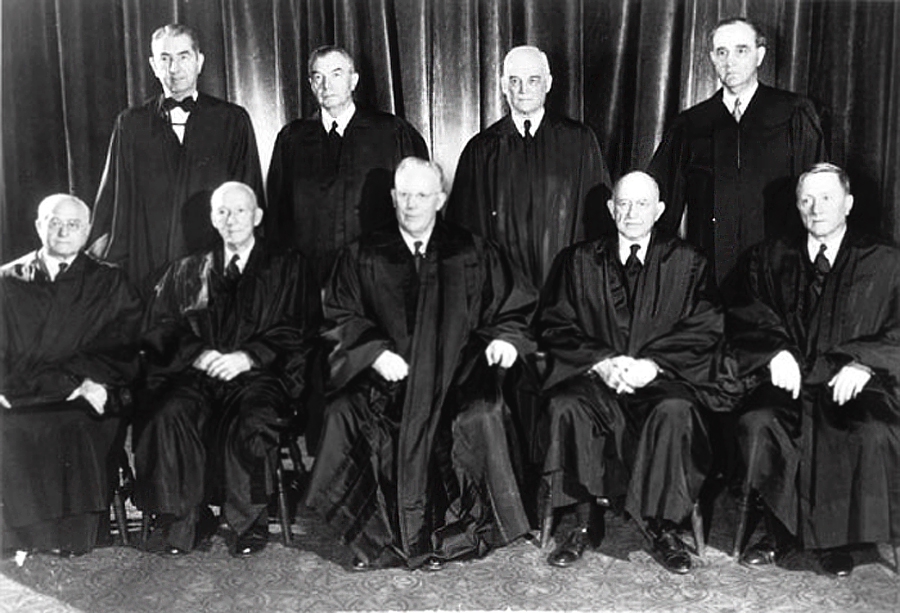
1953
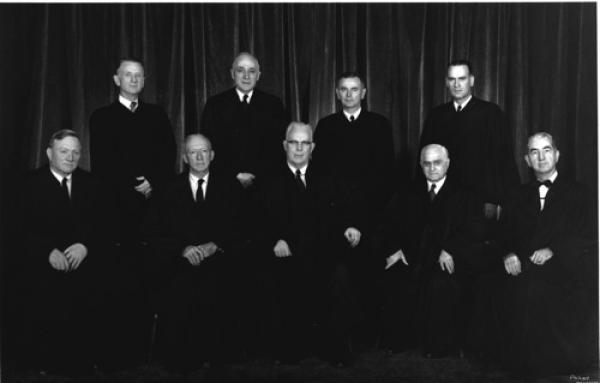
1958